# Стяжкин, Михаил Михайлович
Михаил Михайлович Стяжкин (1920—1944) — сержант Рабоче-крестьянской Красной Армии, участник Великой Отечественной войны, Герой Советского Союза (1944).

## Биография
Михаил Стяжкин родился 12 ноября 1920 года в посёлке Улалушка (ныне — Майминский район Республики Алтай). Окончил пять классов школы. До призыва в армию проживал и работал в Биробиджане. В 1940 году Стяжкин был призван на службу в Рабоче-крестьянскую Красную Армию. С марта 1942 года — на фронтах Великой Отечественной войны.
К июню 1944 года сержант Михаил Стяжкин командовал орудием 57-го артиллерийского полка 95-й стрелковой дивизии 49-й армии 2-го Белорусского фронта. Отличился во время освобождения Могилёвской области Белорусской ССР. 28 июня 1944 года расчёт Стяжкина в бою за деревню Княжицы Могилёвского района уничтожил 5 артиллерийских орудий, более 10 автомашин и около полуроты вражеской пехоты.
Указом Президиума Верховного Совета СССР от 22 августа 1944 года сержант Михаил Стяжкин был удостоен высокого звания Героя Советского Союза с вручением ордена Ленина и медали «Золотая Звезда».
В последующих боях Стяжкин получил ранения, от которых скончался 24 декабря 1944 года. Похоронен в братской могиле в Бресте.
Был также награждён медалью. Почетный гражданин города Биробиджан.

## Память
В честь Стяжкина названы улицы в Горно-Алтайске и Биробиджане. В 2015 году его имя было увековечено на отдельном гранитном пилоне Аллеи Героев в Сквере Победы в Биробиджане.